# Grupo de Investigación del Observatorio Vaticano

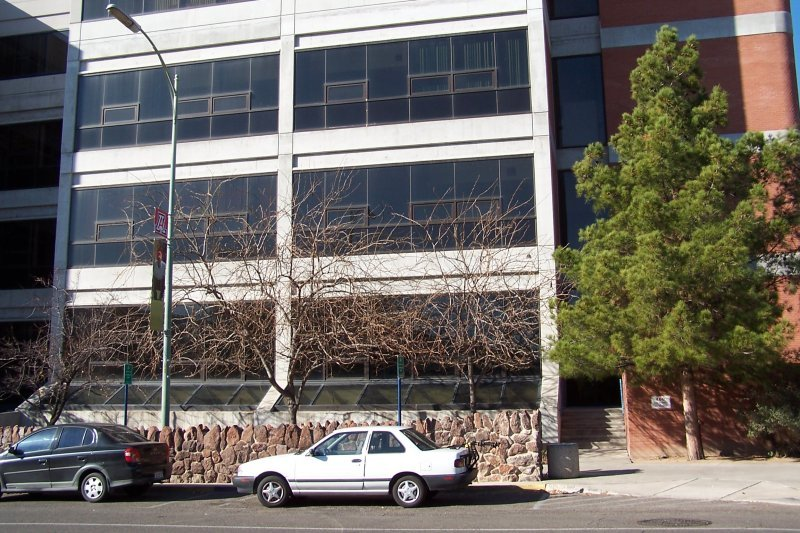
Sede del VORG en Observatorio de Steward, Tucson, Arizona

VORG (Vatican Observatory Research Group) - el Grupo de Investigación del Observatorio Vaticano - es una institución científica unida con el Observatorio Vaticano.
El sede del VORG se localiza en le Observatorio de Steward de la Universidad de Arizona.
El grupo fue creado en 1980 sobre iniciativa del director del Observatorio Vaticano de entonces George Coyne SJ.
El instrumento básico dedicado a las observaciones astronómicas es para el grupo un telescopio moderno de nueva generación VATT. Además las observaciones, el grupo conduce también investigaciones teóricas e interdisciplinarias y dispone de una rica colección de meteoritos.

## Equipo
He aquí algunas personas del VORG y dominios de sus investigaciones:
- José Gabriel Funes SJ, director del Observatorio Vaticano y VORG, conduce investigaciones sobre galaxias.
- Guy J. Consolmagno SJ, portavoz del Observatorio, conduce investigaciones sobre meteoritos.
- Christopher J. Corbally SJ, vicedirector del VORG y el presidente del National Committee to International Astronomical Union, especialista en la espectroscopia astronómica.
- Richard P. Boyle SJ, ocupa se de Fotometría.
- William R. Stoeger SJ, cosmólogo, fue coordinador de los programas interdisciplinarios Ciencia-Teología.
- Michał Heller, cosmólogo y filósofo, Adjunct Scholar del Observatorio Vaticano.